# Arnau Rafús
Arnau Rafús Aulet (Vic, Barcelona, Cataluña, España, 27 de abril de 2003) es un futbolista español que juega de portero en la Cultural y Deportiva Leonesa de la Segunda División de España.

## Trayectoria
Debutó en Primera División el 29 de marzo de 2025 contra la Real Sociedad en la jornada 29 de la temporada 2024-25, en el Reale Arena de San Sebastián, con derrota por 2-1.

## Estadísticas

### Clubes
Actualizado al último partido disputado el 27 de abril de 2025.
| F. C. Barcelona Atlètic · España       | 1.ª F         | 2022-23       | 3  | 3  | ― | ― | ― | ― | 3  | 3  |
| F. C. Barcelona Atlètic · España       | Total club    | Total club    | 3  | 3  | 0 | 0 | 0 | 0 | 3  | 3  |
| Real Valladolid Promesas · España      | 2.ª F         | 2023-24       | 17 | 22 | ― | ― | ― | ― | 17 | 22 |
| Real Valladolid Promesas · España      | 2.ª F         | 2024-25       | 11 | 15 | ― | ― | ― | ― | 11 | 15 |
| Real Valladolid Promesas · España      | Total club    | Total club    | 28 | 37 | 0 | 0 | 0 | 0 | 28 | 37 |
| Real Valladolid C. F. · España         | 1.ª           | 2024-25       | 1  | 2  | ― | ― | ― | ― | 1  | 2  |
| Real Valladolid C. F. · España         | Total club    | Total club    | 1  | 2  | 0 | 0 | 0 | 0 | 1  | 2  |
| Total carrera                          | Total carrera | Total carrera | 32 | 42 | 0 | 0 | 0 | 0 | 32 | 42 |
| (1) Hace referencia a goles encajados. |               |               |    |    |   |   |   |   |    |    |